# Taejong
Lee Taeyong (korejsky: 이태용, anglicky: Lee Tae-yong; * 1. července 1995), známý jako Taeyong, je jihokorejský raper, zpěvák, tanečník a textař. Je členem a lídrem chlapecké skupiny NCT. V roce 2016 debutoval v první podskupině NCT U a později téhož roku se stal lídrem druhé podskupiny NCT 127. Jako textař se Taeyong podílel na psaní více než 30 písní ve čtyřech různých jazycích, které vydaly převážně podskupiny NCT. V roce 2019 debutoval jako člen jihokorejské superskupiny SuperM, kterou založila společnost SM Entertainment ve spolupráci s Capitol Records. V roce 2019 vydal také svůj první sólový singl „Long Flight“.

## Mládí
Taeyong se narodil 1. července 1995 v Soulu v Jižní Koreji. Vystudoval School of Performing Arts Seoul.
Ve věku 18 let ho na ulici objevil náborář společnosti SM Entertainment. Do společnosti nastoupil po úspěšném absolvování konkurzu zpěvem národní hymny. 2. prosince 2013 byl představen jako člen SM Rookies, pre-debutové tréninkové skupiny. Po debutu mu byly přiděleny role hlavního rapera a hlavního tanečníka, navzdory tomu, že jeho taneční trenér ze začátku vyjádřil určité pochybnosti. V roce 2014 bylo na kanálu SMTown na YouTube zveřejněno Taeyongovo video, kde předvedl fragment své písně „Open the Door“. Později téhož roku spolupracoval s Red Velvet na písni „Be Natural“. Obě písně vydal pod jménem „SR14B Taeyong“.

## Kariéra

### 2016 – 2018: Debut s NCT, NCT U, NCT 127
V dubnu 2016 Taeyong debutoval jako člen NCT U skladbou „The 7th Sense“, která byla vůbec první písní skupiny NCT. V červenci téhož roku debutoval jako člen a lídr NCT 127 s prvním EP NCT #127, na kterém se podílel i jako spoluautor dvou písní, včetně úvodního singlu „Fire Truck“.
V lednu 2017 se skupina NCT 127 vrátila s EP Limitless. Taeyong se podílel na psaní čtyř písní. U písně "Baby Do not Like It" byl poprvé uveden jako skladatel. V červnu skupina vydala své třetí EP, Cherry Bomb. Na všech písních na albu, kromě jedné, se svými texty podílel Taejong. Titulní skladba „Cherry Bomb“ byla později Billboardem a Idolatorem uvedena jako jedna z nejlepších K-popových písní roku.
V roce 2017 si Taeyong připsal hned dvě spolupráce s dalšími umělci ze SM Entertainment. Skladba „Around“, experimentální skladba, kterou produkoval Hitchhiker, byla vydána s doprovodným hudebním videem v květnu, prostřednictvím projektu SM Station. Taeyong také spolupracoval se zpěvákem a producentem Ju Joung-činem na rockové baladě „Cure“, která vyšla v srpnu 2017, také prostřednictvím SM Station.
Spolu s kolegy z NCT 127, Taeilem a Doyoungem, vydal soundtrackovou píseň „Stay in My Life“ k dramatu „School 2017“.
V březnu 2018 vydala skupina NCT své první album v rámci rozsáhlého projektu spojujícího všechny své podskupiny - NCT 2018 Empathy. Taeyong v rámci NCT 127, NCT 2018 a NCT U nazpíval pět písní a u pěti písní se také podílel na psaní textu. V Japonsku debutoval v květnu 2018 v rámci podskupiny NCT 127 s EP Chain. Album se umístilo na druhém místě v japonském žebříčku Oricon Weekly Albums chart.
Téhož měsíce se Taeyong připojil, společně s kolegyní BoA, k obsazení pořadu Food Diary, varietní show sledující skupinu celebrit zajímající se o zemědělství a proces výroby potravin.
Taeyong se podílel na psaní textů čtyř skladeb pro první úplné album NCT 127, Regular-Irregular, včetně propagační písně „Regular“. Píseň byla původně vydána ve dvou jazycích: angličtině a korejštině, ale později byla přeložena také do čínštiny, jako debutový singl čínské podskupiny WayV.

### 2019 – současnost: Sólová dráha, SuperM
V dubnu NCT 127 vydali své první celé japonské album, Awaken, kde se Taejong podílel na psaní textu písně „Lips“.
V červenci 2019 Taeyong vydal svou první sólovou píseň „Long Flight“, kterou napsal a vytvořil společně s doprovodným hudebním videem. Píseň uzavírala 3. sezónu projektu SM Station. Píseň debutovala na 6. místě v žebříčku Billboard World Digital Song Sales.
8. srpna 2019 byl Taeyong odhalen jako člen superskupiny SuperM vytvořené společností SM Entertainment ve spolupráci s Capitol Records. Propagace skupiny začala v říjnu a byla zaměřena na americký trh. Skupina vydala své první EP SuperM, kde je Taeyong spoluautorem písně „No Manners“. Album debutovalo na 1. místě v žebříčku alb Billboard 200.
Téhož měsíce spolupracovali Taeyong a zpěvačka Punch na soundtrackové písni „Love del Luna“ pro seriál Hotel del Luna.
V listopadu 2019 Taeyong vydal společně s americkým zpěvákem Marteenem píseň „Mood“.
V březnu 2020 vydali NCT 127 své druhé celé album Neo Zone. Taeyong se podílel na třech písních. Album bylo komerčně úspěšné. Debutovalo na pátém místě v rámci amerického žebříčku Billboard 200 a spolu s přebalem Neo Zone: The Final Round se ho v Jižní Koreji prodalo více než milion kopií.
V září 2020 vydali SuperM své první plné album Super One, kde se Taeyong a Mark podíleli na psaní textu písně „Together At Home“. Album obsadilo druhou příčku v žebříčku Billboard 200. Ve stejném měsíci byl vyhlášen druhý velký projekt NCT spojující všechny jeho podskupiny, album – NCT 2020: Resonance. Taeyong byl také potvrzen jako lídr celé skupiny NCT.
Dne 15. března 2021 si Taeyong otevřel soukromý účet na SoundCloud, kde představil svou první demo skladbu „먹구름 (Dark Clouds)" a její zremixovanou verzi. Následovaly demo skladby „GTA 1", „GTA 2", „Blue" a „Monroe", na které se s ním podílel kolega ze skupiny SuperM a EXO Baekhyun. Ke všem demo skladbám si Taeyong sám píše texty a podílí se i na tvorbě hudby.